# Sean Molle
Sean Allan Molle – kanadyjski zapaśnik walczący w stylu wolnym. Brązowy medalista mistrzostw Wspólnoty Narodów w 2017. Triumfator igrzysk frankofońskich w 2017. Drugi na akademickich MŚ w 2018 i na mistrzostwach panamerykańskich juniorów w 2013 roku.
Zawodnik Simon Fraser University.